# نپیل هوش
نپیل هوش، هفتمین پادشاه از سلسلهٔ اوان (نخستین سلطنت ایلامی قدرتمند که در حدود ۲۵۵۰ ق. م به دست پلی (peli) تأسیس شد) در ایلام باستان است.
نام این پادشاه یک سنگ نبشته در لیان (بوشهر امروزی) به دست آمده و اطلاعات دیگری از ان در دسترس نیست.